# Dolomedes annulatus
Dolomedes annulatus là một loài nhện trong họ Pisauridae.
Loài này thuộc chi Dolomedes. Dolomedes annulatus được Eugène Simon miêu tả năm 1877.